# Antharmostes simplicimargo
Antharmostes simplicimargo är en fjärilsart som beskrevs av Louis Beethoven Prout 1917. Antharmostes simplicimargo ingår i släktet Antharmostes och familjen mätare. Inga underarter finns listade i Catalogue of Life.